# Fausto Zevi
Fausto Zevi (* 1938 in Rom) ist ein italienischer Klassischer Archäologe.

## Werdegang
Fausto Zevi studierte bei Ranuccio Bianchi Bandinelli und erlangte 1961 die Laurea an der Scuola Nazionale di Archeologia der Universität La Sapienza in Rom; 1963/64 war er Stipendiat der Scuola Archeologica Italiana di Atene und nahm 1963 und 1967 an den italienischen Grabungen in Phaistos teil. 1964 begann er seine Tätigkeit im italienischen Antikendienst als Ispettore an der Soprintendenza in Ostia, wo er bis 1976 blieb. 1976 wurde er zum Soprintendente von Sassari und Nuoro auf Sardinien ernannt. Im gleichen Jahr erhielt er den Lehrstuhl für Archäologie und antike Kunstgeschichte an der Universität Salerno. 1977 wurde er in Nachfolge von Luigi D’Amore Soprintendente archeologico di Napoli e Caserta und damit zuständig für die archäologischen Stätten von Pompeji, Herculaneum, Oplontis, Boscoreale und Stabiae. Unter Zevi wurden die Ausgrabungen in Pompeji gestoppt und das Hauptaugenmerk auf den Erhalt der archäologischen Stätte gelegt. Zudem wurde ein Projekt zur fotografischen Aufnahme der Wandmalerei durchgeführt, das kurz vor dem Erdbeben von 1980, das den archäologischen Park stark in Mitleidenschaft zog, abgeschlossen werden konnte. Dabei konnten die Lücken in der Bestandsaufnahme, die es bis dato gab, geschlossen werden. 1982 wurde er als Soprintendente an das Museo Nazionale Preistorico Etnografico „Luigi Pigorini“ in Rom versetzt. 1987 schied er aus dem Antikendienst aus und wurde Ordinarius für Archäologie und antike Kunstgeschichte an der Universität Neapel Federico II. Von 1992 bis zu seinem Ruhestand 2010 lehrte er als Ordinarius für Archäologie und antike Kunstgeschichte an der Universität La Sapienza in Rom.
Zevi ist ein anerkannter Spezialist auf dem Gebiet der Topographie des antiken Ostia, Pompejis und Roms. Daneben beschäftigt er sich vorrangig mit den hellenistischen Einflüssen auf die römische Kultur sowie dem archaischen Rom. 
Zevi ist Mitglied der Accademia Nazionale dei Lincei, ordentliches Mitglied der Società Nazionale di Scienze, Lettere e Arti di Napoli (1997), korrespondierendes Mitglied der Real Academia de la Historia (2008), seit 1981 ordentliches Mitglied des Deutschen Archäologischen Instituts, nachdem er zuvor shon seit 1974 korrespondierendes Mitglied gewesen war und Ehrenmitglied der British School at Rome.

## Veröffentlichungen (Auswahl)
Zevi hat mehr als 200 Schriften publiziert.
- Μιας πόλεος όψιν. Studi scelti di Fausto Zevi sulla Campania antica. Naus editoria, Pozzuoli 2018.